# Équipe du Portugal de football en 2023
Maillots
Chronologie
Saison précédente Saison suivante
Cet article traite de l'année 2023 de l'Équipe du Portugal de football.
Elle suit l'année de la Coupe du monde 2022, dont le Portugal a atteint les quarts de finale, en s'inclinant face au Maroc.

## Déroulement de la saison

### Objectifs
L'objectif pour le Portugal pour cette année 2023 est de se qualifier pour le Championnat d'Europe 2024.

### Résumé de la saison

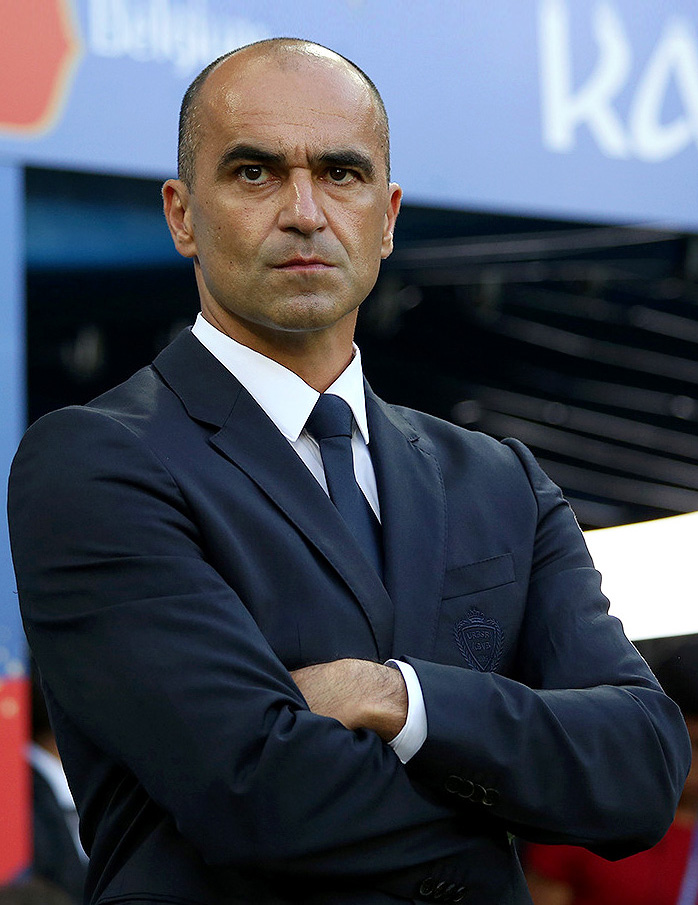
Roberto Martínez, l'actuel sélectionneur.

Le 9 janvier, la fédération portugaise nomme l'Espagnol Roberto Martínez au poste de sélectionneur.

Lors de sa conférence de presse de présentation, le nouveau patron de la Seleção se montre ravi de pouvoir représenter l’une des équipes les plus talentueuses au monde. Il a prévu de s’appuyer sur le travail effectué par son prédécesseur Fernando Santos et souhaite rencontrer les 26 joueurs présents à la dernière coupe du monde, et notamment Cristiano Ronaldo. L’avenir du capitaine historique du Portugal est une première préoccupation pour le technicien espagnol,.

Pour l'accompagner dans son projet, il décide de choisir comme adjoint l'ancien international portugais Ricardo Carvalho, et l'ancien gardien international portugais Ricardo Pereira comme entraineur des gardiens.

Le 17 mars, Roberto Martínez a dévoilé sa toute première liste pour les deux premiers matchs de qualification à l'Euro 2024 face au Liechtenstein, le 23 mars, et le Luxembourg, le 26 mars. Le technicien espagnol opte pour la continuité et convoque dans sa liste de 26 joueurs : 23 joueurs déjà présents au dernier mondial et notamment Cristiano Ronaldo. On note le retour de Diogo Jota qui n'a pas pu disputer la coupe du monde pour cause de blessure, et les 2 jeunes défenseurs centraux Diogo Leite et Gonçalo Inácio. En revanche, les 3 mondialistes William Carvalho, André Silva et Ricardo Horta ne sont pas convoqués.

Le 19 mars, le vétéran Pepe est dispensé de la liste de Roberto Martínez. Le défenseur central du FC Porto blessé, est considéré inapte pour les 2 rencontres. Le sélectionneur national ne va pas le remplacer. Le groupe est donc réduit à 25 joueurs. Le 22 mars, c'est le gardien Diogo Costa qui est contraint de déclarer forfait pour cause d'une myalgie musculaire. Il est remplacé dans le groupe par le jeune gardien du Vitória SC, Celton Biai qui était initialement convoqué chez les espoirs.

Le 23 mars, pour la première de Roberto Martínez sur le banc, le Portugal s'impose facilement 4-0 face au Liechtenstein, avec un doublé de Cristiano Ronaldo. Et, avec sa 197e sélection, le capitaine de la Seleção devient le joueur le plus capé de l'histoire du football. Trois jours plus tard, le Portugal se déplace au Luxembourg. Les hommes de Roberto Martínez confirment leurs atouts offensifs et s'imposent 6-0 avec un nouveau doublé de Cristiano Ronaldo.
Le 28 mai, João Mário annonce sa retraite internationale. Le milieu de terrain du Benfica Lisbonne évoque un choix personnel. Il est le deuxième joueur à mettre un terme à sa carrière internationale à tout juste 30 ans, après son coéquipier Rafa Silva en septembre 2022 .
Le 29 mai, Roberto Martínez annonce sa liste pour la suite des matchs de qualification à l'Euro 2024 face à la Bosnie-Herzégovine, le 17 juin, et l'Islande, le 20 juin. Quelques nouveautés sont à signaler avec les retours de Renato Sanches, Nélson Semedo, Ricardo Horta et la première convocation pour le jeune défenseur central Toti Gomes des Wolves. Le 16 juin, l'attaquant Gonçalo Ramos, blessé à la cuisse droite, est dispensé de la Seleção. Roberto Martínez décide de ne pas le remplacer. Le groupe est donc réduit à 25 joueurs.

Le 17 juin, le Portugal continue son sans-faute en tête du Groupe J des éliminatoires du Championnat d'Europe de football 2024 en s'imposant 3-0 contre la Bosnie-Herzégovine avec un doublé de Bruno Fernandes et un but de Bernardo Silva. Le 20 juin, le Portugal conforte sa 1re place au classement et s'imposant en Islande 1-0. Cristiano Ronaldo est l'unique buteur de la rencontre, et honore ainsi de la plus belle des manières sa 200e sélection.
Le 1er septembre, Roberto Martínez dévoile une nouvelle liste de 24 joueurs pour les matchs de qualification à l'Euro 2024 face à la Slovaquie, le 8 septembre, et au Luxembourg, le 11 septembre. A noter en défense, l'absence du vétéran Pepe, blessé et la nouvelle convocation de Toti Gomes. Malgré un temps de jeu réduit, João Félix conserve la confiance du sélectionneur.

Le 8 septembre, le Portugal s'impose difficilement en terre slovaque 1-0. Le jour de ses 29 ans, Bruno Fernandes inscrit l'unique but de la rencontre. Le Portugal conclut la phase aller de ses qualifications pour l'Euro 2024 avec un bilan de cinq victoires en autant de rencontres (15 pts). Le 11 septembre, le Portugal étrille le Luxembourg sur le score fleuve de 9-0 ce qui constitue la plus large victoire de son histoire. Sans Cristiano Ronaldo suspendu, c'est Gonçalo Ramos qui était titulaire à la pointe de l'attaque. Et, il en a profité pour inscrire son doublé.
Le 6 octobre, Roberto Martínez convoque 26 joueurs pour les matchs de qualification à l'Euro 2024 face à la Slovaquie du 13 octobre, et à la Bosnie-Herzégovine, le 16 octobre. Ce sont les mêmes joueurs que la liste précédente, en plus du retour de Raphaël Guerreiro et la première convocation de João Neves, le jeune milieu de terrain de 19 ans du SL Benfica. Le 8 octobre, Raphaël Guerreiro est contraint de déclarer forfait à la suite d'une nouvelle blessure. La malchance poursuit le latéral gauche portugais de 29 ans, qui va rater un nouveau rassemblement de la Seleção. Le 10 octobre, c'est Ricardo Horta qui est jugé inapte pour disputer les rencontres. Le groupe est réduit à 24 joueurs.

Le 13 octobre, le Portugal valide sa qualification pour l'Euro 2024 après sa victoire face à la Slovaquie 3-2 dans l’Estádio do Dragão à Porto.
Cristiano Ronaldo auteur d'un doublé et Gonçalo Ramos sont les buteurs du soir.
Trois jours plus tard, le Portugal enregistre une huitième victoire consécutive en s'imposant 5-0 en Bosnie avec notamment un nouveau doublé de Cristiano Ronaldo.
Le 10 novembre, Roberto Martínez annonce sa liste de 26 joueurs pour la fin des matchs de qualification à l'Euro 2024 face au Liechtenstein, le 16 novembre, et l'Islande, le 19 novembre. Quelques nouveautés sont à signaler avec les retours du vétéran Pepe, de Matheus Nunes et de Bruma. Le 11 novembre, le latéral droit Nélson Semedo, blessé au pied, est dispensé de la Seleção. Pour le remplacer, le sélectionneur convoque de nouveau Raphaël Guerreiro. Le 12 novembre, Pepe est dispensé du rassemblement de la sélection. Quelques heures plus tard, c'est au tour de Rafael Leão de déclarer forfait pour cause de blessure. Aucun joueur n'est appelé pour colmater ces deux absences. Le 13 novembre, Roberto Martínez doit se passer de Diogo Dalot pour des raisons personnelles. Pour pallier son absence, c'est le jeune arrière latéral droit du FC Porto, João Mário qui est convoqué pour la première fois en sélection. Le 15 novembre, l'hécatombe se poursuit avec un nouveau forfait, celui de Matheus Nunes.

Le 16 novembre, le Portugal s'impose sans surprise mais sans impressionner non plus au Liechtenstein 2-0. Cristiano Ronaldo inscrit son 128e but en sélection, et João Cancelo est l'autre buteur du soir. Le 19 novembre, le Portugal achève sa campagne de qualification à l'Euro 2024 par une victoire 2-0 face à l'Islande avec des buts de Bruno Fernandes et Ricardo Horta. La Seleção aura survolé son groupe avec dix victoires en dix matchs pour la première fois de leur histoire.
Le 23 novembre, la Fédération portugaise de football officialise le premier adversaire du Portugal en vue de sa préparation à l'Euro 2024. Les hommes de Roberto Martínez affronteront la Suède en amical, le 21 mars au Estádio D. Afonso Henriques de Guimarães.
L'année s'achève avec le tirage au sort de la phase finale de l'Euro 2024 qui a lieu le 2 décembre à la Philharmonie de l'Elbe, salle de concert située à Hambourg.  La Seleção est versée dans le groupe F en compagnie de la Turquie, de la Tchéquie et du vainqueur des barrages de la voie C, soit la Géorgie, le Luxembourg, la Grèce ou le Kazakhstan. La première rencontre opposera le Portugal à la Tchéquie, le 18 juin 2024 à Leipzig.

## Bilan de l'année2023
L'objectif est atteint, la Seleção est qualifié pour la phase finale du Championnat d'Europe 2024, disputé du 14 juin au 14 juillet 2024 en Allemagne.
| Compétition | Rencontres | Victoires | Nuls | Défaites | Buts pour | Buts contre | Différence |
| ----------- | ---------- | --------- | ---- | -------- | --------- | ----------- | ---------- |
| QCE 2024    | 10         | 10        | 0    | 0        | 36        | 2           | +32        |

### Résultats détaillés
| Qualification Euro 2024                          | Portugal                                                      | 4 - 0   | Liechtenstein |                                                                                  |                                                                                  |
| 23 mars 2023 · 20h45 · Historique des rencontres | Cancelo 08e · B. Silva 47e · Ronaldo 51e (pen.) · Ronaldo 63e | (1 - 0) |               | Estádio José Alvalade XXI, Lisbonne Spectateurs : 45 378 Arbitrage : Espen Eskås | Estádio José Alvalade XXI, Lisbonne Spectateurs : 45 378 Arbitrage : Espen Eskås |
| 23 mars 2023 · 20h45 · Historique des rencontres | Rapport                                                       |         |               | Estádio José Alvalade XXI, Lisbonne Spectateurs : 45 378 Arbitrage : Espen Eskås | Estádio José Alvalade XXI, Lisbonne Spectateurs : 45 378 Arbitrage : Espen Eskås |

| Qualification Euro 2024                          | Luxembourg                                                      | 0 - 6   | Portugal |                                                                               |                                                                               |
| 26 mars 2023 · 20h45 · Historique des rencontres |                                                                 | (0 - 4) | 9e Ronaldo (Mendes ) · 15e Félix (B. Silva ) · 18e B. Silva (Palhinha ) · 31e Ronaldo (Fernandes ) · 77e Otávio (Leão ) · 88e Leão (Neves ) | Stade de Luxembourg, Luxembourg Spectateurs : 9 231 Arbitrage : Radu Petrescu | Stade de Luxembourg, Luxembourg Spectateurs : 9 231 Arbitrage : Radu Petrescu |
| 26 mars 2023 · 20h45 · Historique des rencontres | V. Thill 32e · Martins 37e · Martins Pereira 74e · Barreiro 82e | Rapport | 57e Ronaldo | Stade de Luxembourg, Luxembourg Spectateurs : 9 231 Arbitrage : Radu Petrescu | Stade de Luxembourg, Luxembourg Spectateurs : 9 231 Arbitrage : Radu Petrescu |

| Qualification Euro 2024                          | Portugal                                                             | 3 - 0   | Bosnie-Herzégovine         |                                                                        |                                                                        |
| 17 juin 2023 · 20h45 · Historique des rencontres | ( Fernandes) B. Silva 44e · ( Neves) Fernandes 77e · Fernandes 90+3e | (1 - 0) |                            | Estádio da Luz, Lisbonne Spectateurs : 55 058 Arbitrage : Davide Massa | Estádio da Luz, Lisbonne Spectateurs : 55 058 Arbitrage : Davide Massa |
| 17 juin 2023 · 20h45 · Historique des rencontres | Pereira 44e                                                          | Rapport | 41e Pjanić · 84e Tahirović | Estádio da Luz, Lisbonne Spectateurs : 55 058 Arbitrage : Davide Massa | Estádio da Luz, Lisbonne Spectateurs : 55 058 Arbitrage : Davide Massa |

| Qualification Euro 2024                          | Islande                                                                      | 0 - 1   | Portugal                               |                                                                            |                                                                            |
| 20 juin 2023 · 20h45 · Historique des rencontres |                                                                              | (0 - 0) | 89e Ronaldo (Inácio )                  | Laugardalsvöllur, Reykjavík Spectateurs : 9 517 Arbitrage : Daniel Siebert | Laugardalsvöllur, Reykjavík Spectateurs : 9 517 Arbitrage : Daniel Siebert |
| 20 juin 2023 · 20h45 · Historique des rencontres | Guðmundsson 54e · Finnbogason 45+1e · Willumsson 70e, 81e · Þorsteinsson 74e | Rapport | 27e Dalot · 74e B. Silva · 83e Ronaldo | Laugardalsvöllur, Reykjavík Spectateurs : 9 517 Arbitrage : Daniel Siebert | Laugardalsvöllur, Reykjavík Spectateurs : 9 517 Arbitrage : Daniel Siebert |

| Qualification Euro 2024                              | Slovaquie              | 0 - 1   | Portugal                  |                                                                        |                                                                        |
| 8 septembre 2023 · 20h45 · Historique des rencontres |                        | (0 - 1) | 43e Fernandes (B. Silva ) | Tehelné pole, Bratislava Spectateurs : 21 473 Arbitrage : Glenn Nyberg | Tehelné pole, Bratislava Spectateurs : 21 473 Arbitrage : Glenn Nyberg |
| 8 septembre 2023 · 20h45 · Historique des rencontres | Schranz 35e · Duda 53e | Rapport | 62e Ronaldo               | Tehelné pole, Bratislava Spectateurs : 21 473 Arbitrage : Glenn Nyberg | Tehelné pole, Bratislava Spectateurs : 21 473 Arbitrage : Glenn Nyberg |

| Qualification Euro 2024                               | Portugal | 9 - 0   | Luxembourg                              |                                                                             |                                                                             |
| 11 septembre 2023 · 20h45 · Historique des rencontres | ( Fernandes) Inácio 12e · ( B. Silva) Ramos 18e · ( Leão) Ramos 34e · ( Fernandes) Inácio 45+4e · ( Fernandes) Jota 57e · ( Jota) Horta 67e · Jota 77e · ( Otávio) Fernandes 83e · ( Neves) Félix 88e | (4 - 0) |                                         | Estádio do Algarve, Faro-Loulé Spectateurs : 18 932 Arbitrage : John Brooks | Estádio do Algarve, Faro-Loulé Spectateurs : 18 932 Arbitrage : John Brooks |
| 11 septembre 2023 · 20h45 · Historique des rencontres | | Rapport | 55e Thill · 65e Mahmutovic · 76e Gerson | Estádio do Algarve, Faro-Loulé Spectateurs : 18 932 Arbitrage : John Brooks | Estádio do Algarve, Faro-Loulé Spectateurs : 18 932 Arbitrage : John Brooks |

| Qualification Euro 2024                             | Portugal                                                               | 3 - 2   | Slovaquie                           |                                                                                   |                                                                                   |
| 13 octobre 2023 · 20h45 · Historique des rencontres | ( Fernandes) Ramos 18e · Ronaldo 29e (pen.) · ( Fernandes) Ronaldo 72e | (2 - 0) | 69e Hancko · 80e Lobotka            | Estádio do Dragão, Porto Spectateurs : 46 601 Arbitrage : Anastasios Sidiropoulos | Estádio do Dragão, Porto Spectateurs : 46 601 Arbitrage : Anastasios Sidiropoulos |
| 13 octobre 2023 · 20h45 · Historique des rencontres | Fernandes 57e · Palhinha 75e                                           | Rapport | 31e Pekarík · 61e Duda · 85e Suslov | Estádio do Dragão, Porto Spectateurs : 46 601 Arbitrage : Anastasios Sidiropoulos | Estádio do Dragão, Porto Spectateurs : 46 601 Arbitrage : Anastasios Sidiropoulos |

| Qualification Euro 2024                             | Bosnie-Herzégovine               | 0 - 5   | Portugal |                                                                              |                                                                              |
| 16 octobre 2023 · 20h45 · Historique des rencontres |                                  | (0 - 5) | 5e (pen.) Ronaldo · 20e Ronaldo (Félix ) · 25e Fernandes (Inácio ) · 32e Cancelo (Fernandes ) · 41e Félix ( Otávio ) | Stade Bilino Polje, Zenica Spectateurs : 13 047 Arbitrage : Halil Umut Meler | Stade Bilino Polje, Zenica Spectateurs : 13 047 Arbitrage : Halil Umut Meler |
| 16 octobre 2023 · 20h45 · Historique des rencontres | Hadžikadunić 83e · Kolašinac 88e | Rapport | | Stade Bilino Polje, Zenica Spectateurs : 13 047 Arbitrage : Halil Umut Meler | Stade Bilino Polje, Zenica Spectateurs : 13 047 Arbitrage : Halil Umut Meler |

| Qualification Euro 2024                              | Liechtenstein | 0 - 2   | Portugal                                      |                                                                            |                                                                            |
| 16 novembre 2023 · 20h45 · Historique des rencontres |               | (0 - 0) | 47e Ronaldo (Jota ) · 57e Cancelo (A. Silva ) | Rheinpark Stadion, Vaduz Spectateurs : 5 749 Arbitrage : Mohammed Al-Hakim | Rheinpark Stadion, Vaduz Spectateurs : 5 749 Arbitrage : Mohammed Al-Hakim |
| 16 novembre 2023 · 20h45 · Historique des rencontres | Lüchinger 24e | Rapport | 90+5e Jota                                    | Rheinpark Stadion, Vaduz Spectateurs : 5 749 Arbitrage : Mohammed Al-Hakim | Rheinpark Stadion, Vaduz Spectateurs : 5 749 Arbitrage : Mohammed Al-Hakim |

| Qualification Euro 2024                              | Portugal                                         | 2 - 0   | Islande                                                               |                                                                                            |                                                                                            |
| 19 novembre 2023 · 20h45 · Historique des rencontres | ( B. Silva) Fernandes 37e · ( Ronaldo) Horta 66e | (1 - 0) |                                                                       | Estádio José Alvalade XXI, Lisbonne Spectateurs : 45 655 Arbitrage : Anastasios Papapetrou | Estádio José Alvalade XXI, Lisbonne Spectateurs : 45 655 Arbitrage : Anastasios Papapetrou |
| 19 novembre 2023 · 20h45 · Historique des rencontres | Palhinha 54e · Félix 84e                         | Rapport | 28e Jóhannesson · 32e Þorsteinsson · 46e Willumsson · 54e Guðmundsson | Estádio José Alvalade XXI, Lisbonne Spectateurs : 45 655 Arbitrage : Anastasios Papapetrou | Estádio José Alvalade XXI, Lisbonne Spectateurs : 45 655 Arbitrage : Anastasios Papapetrou |

## Statistiques

### Temps de jeu des joueurs
| Gardiens de but    |      |      |      |      |      |      |      |      |      |      |
| Diogo Costa        |      |      | 90   | 90   | 90   | 90   | 90   | 90   | r    | 90   |
| Rui Patrício       | 90   | 90   | r    | r    | r    | r    | r    | r    | r    | r    |
| José Sá            | r    | r    | r    | r    | r    | r    | r    | r    | 90   | r    |
| Celton Biai        | r    | r    | -    | -    | -    | -    | -    | -    | -    | -    |
| Défenseurs         |      |      |      |      |      |      |      |      |      |      |
| Diogo Dalot        | r    | 90   | r    | 90   | 90   | 90   | 90   | 90   | -    | -    |
| Pepe               |      |      | r    | 90   |      |      |      |      |      |      |
| Rúben Dias         | 90   | 90   | 90   | 90   | 90   | 90   | 90   | 90   | r    | 90   |
| Raphaël Guerreiro  | 90   | -    | 78   | 23   |      |      |      |      | r    | 28   |
| Danilo Pereira     | 67   | 90   | 90   | 84   | r    | 75   | r    | 90   |      |      |
| Nuno Mendes        | r    | 90 · |      |      |      |      |      |      |      |      |
| João Cancelo       | 90 · | r    | 90   | 67   | 62   | 30   | 90   | 90 · | 87 · | 87   |
| António Silva      | r    | 90   | 90   | r    | 90   | r    | 90   | r    | 90 · | r    |
| Gonçalo Inácio     | 90   | -    | r    | 23 · | r    | 90 · | r    | 90 · | r    | 90   |
| Nélson Semedo      | -    | -    | 12   |      | 28   | 60   | r    | r    |      |      |
| Toti Gomes         | -    | -    | -    | r    | r    | r    | -    | -    | 90   | r    |
| João Mário         | -    | -    | -    | -    | -    | -    | -    | -    | 3    | 62   |
| Diogo Leite        | -    | r    | -    | -    | -    | -    | -    | -    | -    | -    |
| Milieux de terrain |      |      |      |      |      |      |      |      |      |      |
| João Palhinha      | 90   | 86 · | 87   |      | 90   | r    | 86   | r    | r    | 90   |
| Bruno Fernandes    | 89   | 75 · | 90 · | 84   | 90 · | 90 · | 90 · | 79 · | 67   | 90 · |
| Bernardo Silva     | 78 · | 64 · | 87 · | 90   | 90 · | 60 · | 86   | r    | 60   | 62 · |
| Vitinha            | 12   | r    | r    | 6    | 63   | r    | r    | 11   | 23   | 15   |
| Rúben Neves        | 23   | 26 · | 28 · | 67   |      | 25 · | 4    | 11   | 90   | r    |
| Otávio             | r    | 15 · | 3    | 6    | 27   | 25 · | 4    | 85 · | r    | 75   |
| Matheus Nunes      | -    | r    | -    | -    | -    | -    | -    | -    |      |      |
| Renato Sanches     | -    | -    | -    | r    | -    | -    |      |      | -    | -    |
| João Neves         | -    | -    | -    | -    | -    | -    | r    | 5    | 3    | 3    |
| João Mário         | 1    | r    | -    | -    | -    | -    | -    | -    | -    | -    |
| Attaquants         |      |      |      |      |      |      |      |      |      |      |
| Cristiano Ronaldo  | 78 · | 64 · | 90   | 90 · | 90   | s    | 90 · | 65 · | 67 · | 90 · |
| João Félix         | 67   | 75 · | 62   | r    | r    | 30 · | 25   | 79 · | 87   | 87   |
| Rafael Leão        | 23   | 15 · | r    | 90   | 62   | 75 · | 65   | 65   |      |      |
| Diogo Jota         | r    | 4    | 3    | 1    | r    | 90 · | 4    | 25   | 90 · | r    |
| Gonçalo Ramos      | 12   | 26   |      |      | r    | 60 · | 86 · | r    | 90   | r    |
| Ricardo Horta      | -    | -    | r    | r    | r    | 30 · |      |      | 30   | 28 · |
| Pedro Neto         | -    | -    | -    | -    | 28   | r    | r    | 25   | -    | -    |
| Bruma              | -    | -    | -    | -    | -    | -    | -    | -    | 23   | 3    |

Abréviations et symboles :
  : but  - - 
 : passe décisive  - - 
  : joueur entré  - -
 : joueur remplacé  - -
 : joueur blessé  - -
 : capitaine  - -
 : carton jaune  - -
 : carton rouge

Un « r » indique un joueur qui était dans les remplaçants mais qui n'est pas entré en jeu.

Un « s » indique un joueur qui était suspendu de la rencontre.
1. 1 2 3 4  Première sélection officielle pour le joueur.

| Buts | Joueurs           | Adversaires                                                                       |
| ---- | ----------------- | --------------------------------------------------------------------------------- |
| 10   | Cristiano Ronaldo | Liechtenstein (3), Luxembourg (2), Slovaquie (2), Bosnie-Herzégovine (2), Islande |
| 6    | Bruno Fernandes   | Bosnie-Herzégovine (3), Slovaquie, Luxembourg, Islande                            |
| 3    | Bernardo Silva    | Liechtenstein, Luxembourg, Bosnie-Herzégovine                                     |
| 3    | Gonçalo Ramos     | Luxembourg (2), Slovaquie                                                         |
| 3    | João Félix        | Luxembourg (2), Bosnie-Herzégovine                                                |
| 3    | João Cancelo      | Liechtenstein (2), Bosnie-Herzégovine                                             |
| 2    | Diogo Jota        | Luxembourg (2)                                                                    |
| 2    | Gonçalo Inácio    | Luxembourg (2)                                                                    |
| 2    | Ricardo Horta     | Luxembourg, Islande                                                               |
| 1    | Rafael Leão       | Luxembourg                                                                        |
| 1    | Otávio            | Luxembourg                                                                        |

| Passes | Joueurs           | Adversaires                                           |
| ------ | ----------------- | ----------------------------------------------------- |
| 8      | Bruno Fernandes   | Luxembourg (4), Slovaquie (2), Bosnie-Herzégovine (2) |
| 4      | Bernardo Silva    | Luxembourg (2), Slovaquie, Islande                    |
| 3      | Rúben Neves       | Luxembourg (2), Bosnie-Herzégovine                    |
| 2      | Rafael Leão       | Luxembourg (2)                                        |
| 2      | Otávio            | Luxembourg, Bosnie-Herzégovine                        |
| 2      | Gonçalo Inácio    | Islande, Bosnie-Herzégovine                           |
| 2      | Diogo Jota        | Luxembourg, Liechtenstein                             |
| 1      | Cristiano Ronaldo | Islande                                               |
| 1      | João Palhinha     | Luxembourg                                            |
| 1      | Nuno Mendes       | Luxembourg                                            |
| 1      | João Félix        | Bosnie-Herzégovine                                    |
| 1      | António Silva     | Liechtenstein                                         |